# Vougar Aslanov
Vougar Aslanov (Goranboy, 1964) è uno scrittore e pubblicista sovietico che attualmente vive in Germania.

## Biografia
Studia letteratura all'Università statale di Baku. Dal 1983 al 1985 viene arruolato nell'esercito sovietico. Dal 1990 ha lavorato per diversi quotidiani azeri. Nel 1995 ha fondato il giornale letterario Kompas e nel 1996 l'agenzia di informazione Velvet.
Negli anni '90, molti dei suoi volumi narrativi furono pubblicati a Baku. La sua nuova divisione e molte delle sue storie sono apparse su editori e riviste letterarie di San Pietroburgo e Saratov. Dal 1998 vive in Germania. Qui ha studiato Filologia slava, Teatro e Studi cinematografici presso le Università di Magonza, Università di Giessen e Università di Francoforte. Dal 2000 lavora come scrittore e pubblicista freelance.
Diversi articoli di Aslanov sono stati pubblicati sulla rivista Frankfurter Rundschau, sui giornali Frankfurter Neue Presse, sul Die Tageszeitung, sul Salzburger Nachrichten, sul Thüringer Allgemeine, e sulla voce popolare, dello Schweriner Volkszeitung. Il 2007 ha pubblicato per la casa editrice berlinese Wostok Aslanovs. Nel 2012 pubblica in ritardo il suo romanzo, "Sui campi di cotone" .

## Opere
- "Sui campi di cotone". Radio bavarese. Monaco 2004
- "Sui campi di cotone". Casa editrice Vostok. Berlino 2007.
- "Alexander con il croissant". Narrativa. Rivista letteraria; Driesch il 7/10/2011, Casa editrice Driesch (Austria).
- "La strada sbagliata attraverso la guerra". Narrativa. Rivista di letteratura Driesch del 9/4/2012, Casa editrice Driesch (Austria).
- "La colonna in ritardo". Romanzo sulla guerra sovietico-afgana e le atrocità compiute all'interno dell'esercito russo. Casa editrice Wostok, Berlino 2012.
- "La quarantesima stanza". Narrativa. Rivista di letteratura Driesch 13/4/2013, Casa editrice Driesch (Austria).
- "Una lunga strada. Il destino della famiglia afgana Ermani". Narrativa. La rivista letteraria Matrix 2/2014, Casa editrice Pop, Ludwigsburg 2014.
- "Alexander con il croissant", antologia, editore Engelmann, Casa editrice Größenwahn, Francoforte 2015
- "Il Re Serpente", antologia, editore Engelmann, Casa editrice Größenwahn, Francoforte 2014
- "Kondrati Ryleyev". Estratto dal romanzo storico Decembrists. Kogge - antologia Himmerod 2015, edito da Małgorzata Ploszewska.
- "La storia di Diaus. Dopo il Mahabharata". Dal ciclo, esseri umani e dei Kogge - antologia Himmerod 2015, edito da Małgorzata Ploszewska.
- "Il Libro delle fiabe". Casa editrice Größenwahn, Francoforte 2016[1]

## Premi
- Promozione cinematografica dell'Assia per la sceneggiatura dell'operatore di Diana (insieme a Felix Lenz).  Marzo 2011
- Borsa di studio di lavoro della Literaturgesellschaft Hessen[2]. Aprile 2016. [3]